# Virtudes cardinales

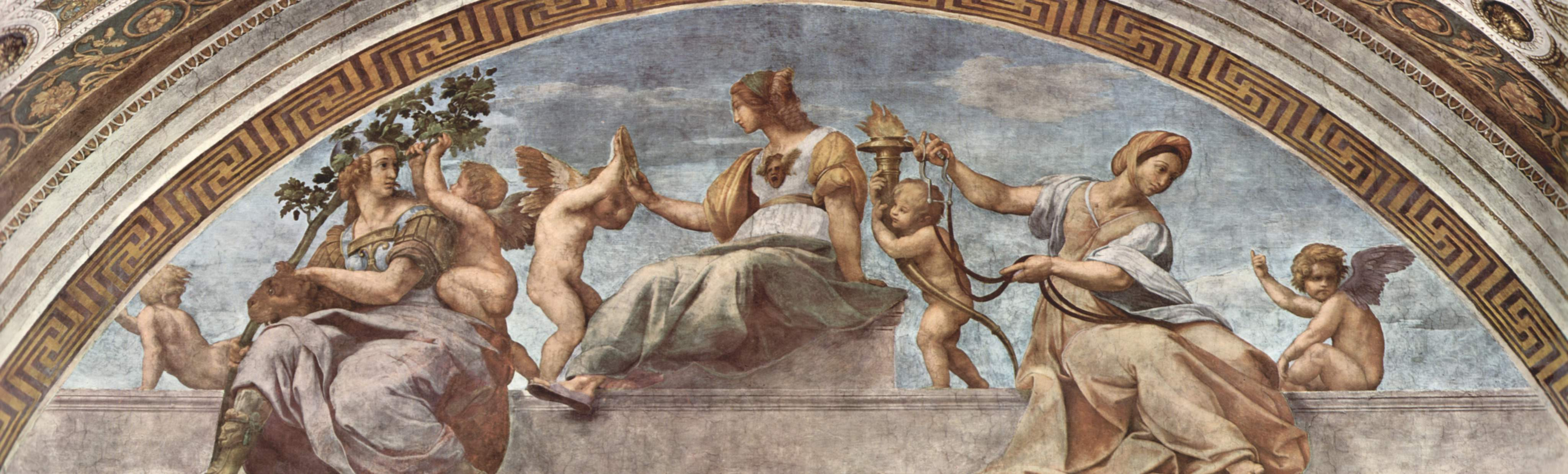
Las virtudes cardinales, pintura de Rafael Sanzio, en una de las Estancias de Rafael, en el Palacio Apostólico de la Ciudad del Vaticano.

Las virtudes cardinales son cuatro virtudes morales de conducta enunciadas por Platón en el contexto de la tradición filosófica clásica y que ejercieron gran influencia sobre el pensamiento posterior del cristianismo. Sobre ellas gira y descansa toda la moral humana, y son principios de otras virtudes derivadas o en ellas contenidas. Estas son:
- Templanza (del griego σωφροσύνη, en transliteración sōphrosýnē)
- Prudencia (del griego φρόνησις, en transliteración phrónēsis)
- Fortaleza (del griego ανδρεία, en transliteración andreía)
- Justicia (del griego δικαιοσύνη, en transliteración dikaiosýnē)

Estas virtudes finalmente fueron incorporadas a distintas religiones.

## Las virtudes cardinales en la Antigüedad
La aretḗ ('excelencia') política  de los griegos consistía en el cultivo de tres virtudes específicas:
- Andreia ('valentía' - 'hombría')
- Sofrosine ('sensatez, moderación, mesura')
- Dicaiosine ('justicia')

Estas virtudes formaban al ciudadano relevante, útil y perfecto. Pero en La República, Platón añadió una cuarta, la prudencia. Sin darles el nombre específico de «virtudes cardinales», las describió como:
- Justicia (virtud fundante/preservante) - conózcase a sí mismo
- Prudencia (calculativo) - véase el todo
- Fortaleza (enérgico) - presérvese el todo
- Templanza (apetitivo) - sírvase el todo

Platón describe la justicia como la virtud fundante y preservante porque solo cuando alguien comprenda la justicia puede conseguir las otras tres virtudes, y cuando alguien posee del todo las cuatro virtudes es la justicia lo que las mantiene todas juntas.
Platón define cómo un individuo puede lograr estas virtudes: la prudencia viene del ejercicio de razón, la fortaleza de ejercer las emociones o el espíritu, la templanza de dejar que la razón anule los deseos, y desde estas la justicia viene, un estado en que cada elemento de la mente está de acuerdo con los otros.
También se encuentran formuladas en Cicerón, en su tratado De officiis (es decir, "Sobre las obligaciones") y por el emperador filósofo Marco Aurelio en sus Meditaciones. El Cristianismo añadió a estas virtudes las llamadas virtudes teologales: Fe, Esperanza y Caridad.

## Virtudes cardinales infusas
En teología católica las virtudes cardinales infusas son hábitos que disponen al entendimiento y a la voluntad para obrar según el juicio de la razón iluminada por la fe para que esta escoja los medios más adecuados al fin sobrenatural del hombre.
Se diferencian de las virtudes teologales en que no tienen por objeto a Dios mismo sino el bien honesto. Dado que ordenan los actos en orden al fin sobrenatural, se distinguen también de sus correspondientes virtudes adquiridas.

### Naturaleza
Royo Marín siguiendo a Tomás de Aquino hace una analogía que permite aclarar mejor su función:

La relación que dicen las virtudes morales a las teologales es, en el orden de la gracia, la misma que dicen, en el de la naturaleza, las virtudes adquiridas a los actos de la sindéresis y rectitud de la voluntad.
Royo Marín, op. cit. pág. 135.

Para determinar su número, los teólogos moralistas suelen hacer considerar los objetos honestos de la voluntad y luego agruparlas en cuatro principales: prudencia, fortaleza, justicia y templanza. Son las virtudes morales principales, bajo cuyo ámbito se clasifican todas las demás.
No son una especie de géneros de otras virtudes que serían sus «especies». Tienen sus objetos propios pero al mismo tiempo engloban a otras virtudes. Las demás virtudes se agrupan alrededor de las cardinales pero no son especies de ellas sino que al decir cardinales se subraya solo la influencia de unas en otras. 
Su existencia fue negada por algunos famosos teólogos como Duns Scoto, Guillermo Durando y Gabriel Biel aunque otros de la categoría de Santo Tomás de Aquino, San Agustín de Hipona y San Gregorio Magno admitían su existencia partiendo de algunos textos de la Sagrada Escritura:

Si amas la justicia, los frutos de la sabiduría son las virtudes, porque ella enseña la templanza y la prudencia, la justicia y la fortaleza, las virtudes más provechosas para los hombres en la vida.
Sb 8, 7

Mostrar en nuestra fe virtud, en la virtud ciencia, en la ciencia templanza, en la templanza paciencia, en la paciencia piedad, en la piedad fraternidad y en la fraternidad caridad
2P 1, 5-7